# Thomas Graals bästa barn
Thomas Graals bästa barn (en suec El millor fill de Thomas Graals) és una pel·lícula muda sueca dirigida per Mauritz Stiller, estrenada el 1918.

## Sinopsi
El mateix dia del casament entre l'escriptor Thomas Graal i Bessie, es barallen sobre les seves expectatives respectives sobre el sexe del seu futur primer fill: ella vol una noia, a la que pretén anomenar Lillian, ell un nen. A causa d'aquesta diatriba passen els primers dies de la seva vida junts en una segregació mútua, cosa que preocupa als criats, que demanen que la mare de Bessie intervingui. Però el conflicte es resol poc després, quan Thomas és picat pel seu orgull i expulsa a un home una mica borratxo que havia començat a coquetejar amb la seva dona.
En el seu moment neix Lillianus, un nen, però entre els cònjuges torna a sorgir un conflicte, d'una manera menys explosiva i més rastrera, sobre les diferents concepcions pedagògiques dels dos components de la parella: ella és intransigent i rigorosa, ell és més relaxat i flexible.
Però la veritable raó del malestar de Thomas l'assabenta Bessie només després de llegir la història que el seu marit acaba d'escriure: li falten les actituds seductores i eròtiques que eren típiques de la seva dona, abans que ella les abandonés per dedicar-se completament i exclusivament a Lillianus. Bessie entén i, no sense satisfacció mútua, s'adapta al dictat literari.

## Repartiment
- Victor Sjöström: Thomas Graal
- Karin Molander: Bessie
- Josef Fischer: Alexander Douglas
- Jenny Tschernichin-Larsson: Clotilde Douglas
- Axel Nilsson: John
- Edvin Adolphson: un invitst
- Hugo Björne: un invitat al casori
- Gucken Cederborg: la cuinera
- Kotti Chave
- Gösta Gustafson: un estudiant
- Paul Hagman
- Wictor Hagman: un invitat al casori
- Julius Hälsig: un invitat
- Helge Kihlberg: un invitat al casori
- Tor Weijden: un invitat al casori
- Torsten Winge: Rudolf P.
- Oscar Åberg: un invitat al casori
- Olof Ås: el xofer